# 波蘭 (印第安納州)
波蘭（英語：Poland）是位於美國印地安納州克萊縣的一個非建制地區。該地的面積和人口皆未知。

## 地理
波蘭的座標為39°26′39″N 87°57′03″W / 39.44417°N 87.95083°W，而該地的平均海拔高度為212米（即696英尺）。